# Oudezijl
Oudezijl est un village qui fait partie de la commune d'Oldambt dans la province néerlandaise de Groningue.